# Мікел Агу
Мікел Агу (англ. Mikel Agu, нар. 27 травня 1993, Бенін-Сіті) — нігерійський футболіст, півзахисник клубу «Віторія» та національної збірної Нігерії.

## Клубна кар'єра
Народився 27 травня 1993 року в місті Бенін-Сіті. Розпочав займатись футболом у місцевій команді «Мегапп». 2009 року брав участь у Кубку Кока-Коли, де він був обраний найкращим гравцем турніру, зацікавивши скаутів і після закінчення турніру приєднався до молодіжної академії португальського «Порту». З 2012 року став грати за дублюючу команду, за яку дебютував 12 серпня 2012 року в матчі проти «Тондели» у Сегунда-лізі.
Після ряду вдалих матчів за дубль, тодішній головний тренер першої команди Паулу Фонсека взяв гравця до заявки основної команди на початку 2014 року. 16 лютого в матчі проти «Жил Вісенте» він дебютував у Сангріш-лізі, ставши першим нігерійцем, що зіграв за клуб за його 120-річну історію. Тим не менш у першій команді стати основним гравцем не зумів, зігравши в чемпіонаті лише 2 матчі і здебільшого продовжував грати за дубль.
На початку 2016 року Аму на правах оренди перейшов у бельгійський «Брюгге». 16 січня в матчі проти «Мускрон-Перювельз» він дебютував у Жюпіле-лізі. За підсумками сезону Аму став чемпіоном Бельгії та фіналістом національного Кубка, проте і в цій команді був запасним гравцем, рідко виходячи на поле. Після цього ще по сезону, також на правах оренди, провів за клуби «Віторія» (Сетубал) та «Бурсаспор», в яких вже був основним гравцем.

## Виступи за збірну
У 2016 році був у розширеній заявці збірної для участі у літніх Олімпійських ігор 2016 року, проте у фінальний склад не потрапив.
1 червня 2017 року в товариському матчі проти збірної Того дебютував у складі національної збірної Нігерії.
У травні 2018 року потрапив у розширений список команди на чемпіонат світу 2018 року в Росії
| Дата      | Місто          | Господарі | Результат | Гості   | Турнір            | Голи | Примітки |
| --------- | -------------- | --------- | --------- | ------- | ----------------- | ---- | -------- |
| 1-6-2017  | Сен-Ле-ла-Форе | Нігерія   | 3 – 0     | Того    | товариський матч  | -    | 83'      |
| 1-9-2017  | Уйо            | Нігерія   | 4 – 0     | Камерун | Відбір до ЧС 2018 | -    | 68'      |
| 4-9-2017  | Яунде          | Камерун   | 1 – 1     | Нігерія | Відбір до ЧС 2018 | -    | 65'      |
| 7-10-2017 | Уйо            | Нігерія   | 1 – 0     | Замбія  | Відбір до ЧС 2018 | -    | 30', 35' |
| 27-3-2018 | Лондон         | Нігерія   | 0 – 2     | Сербія  | товариський матч  | -    | 85'      |
| Усього    |                | Матчів    | 5         |         | Голів             | 0    |          |

## Досягнення
- Чемпіон Бельгії: 2015/16